# 윗치 마운틴
《윗치 마운틴》(영어: Race To Witch Mountain)은 미국에서 제작된 앤디 픽맨 감독의 2009년 모험, SF, 코미디, 가족, 스릴러 영화이다. 드웨인 존슨 등이 주연으로 출연하였고 앤드류 건 등이 제작에 참여하였다.

## 줄거리
영화는 외계 우주선이 네바다 사막에 추락하면서 시작된다. 정부 비밀 조직인 '문 더스트 프로젝트'는 우주선과 탑승자들을 확보하려 한다. 한편, 라스베이거스에서 택시 운전을 하는 잭 브루노는 우연히 외계인 청소년 남매인 세스와 사라를 태우게 된다. 그들은 목적지를 알 수 없는 곳으로 데려다 달라고 요청하며 큰 돈을 제시한다. 정부 요원들은 그들을 추적하고, 잭은 이들을 피하려다 세스와 사라의 초능력을 목격하게 된다.
세스와 사라는 죽어가는 행성에서 온 외계인으로, 침략을 막고 고향을 구할 방법을 찾고 있었다. 그들은 숨겨진 연구실에서 중요한 장치를 찾으려 하지만, 외계 암살자 '사이펀'의 공격을 받는다. 잭은 그들을 UFO 컨벤션에 있는 천체물리학자 알렉스 프리드먼에게 데려간다. 알렉스는 처음에는 믿지 않지만, 아이들의 초능력과 이야기를 듣고 함께하기로 한다.
그들은 음모론자 도날드 할런의 도움을 받아 우주선이 있는 정부 비밀 기지 '마녀산'으로 향한다. 기지에 도착하지만, 그들은 잡히고 세스와 사라는 생체 실험을 당할 위기에 처한다. 잭과 알렉스는 기지를 침투하여 세스와 사라를 구출한다. 그들은 우주선을 타고 탈출하며 사이펀을 물리친다. 세스와 사라는 지구인들과 작별하고 고향으로 돌아가지만, 다시 만날 것을 암시하는 장치를 남긴다. 몇 주 후, 잭과 알렉스는 이 사건을 바탕으로 책을 출판하여 유명해진다. 그들의 이야기가 알려지면서 정부의 보복으로부터 보호받고, 외계인들이 다시 지구로 돌아올 가능성을 암시하며 영화는 끝난다.

## 출연
- 드웨인 존슨 - 잭 브루노
- 애나소피아 로브 - 세라
- 알렉산더 루드위그 - 세스
- 칼라 구지노 - 앨릭스 프리드먼 박사
- 키어런 하인즈 - 헨리 버크
- 게리 마셜 - 도널드 할런 박사
- 톰 에버렛 스콧 - 매시슨 요원
- 치치 마린 - 에디 코테즈
- 크리스 마켓 - 포프
- 황성이 - 시라
- 빌리 브라운 - 카슨
- 데니스 헤이든 - 레이
- 윌리엄 J. 번스(카메오)
- 휘틀리 스트리버(카메오)

## 기타
- 미술: 데이빗 J. 봄바
- 세트: 패트릭 카시디
- 세트: 카라 린드스트롬
- 의상: 제네비에브 타이렐
- 배역: 사라 핀
- 배역: 랜디 힐러